# アンティル・ドーン 惨劇の山荘
『UNTIL DAWN -惨劇の山荘-』（アンティル・ドーン さんげきのさんそう）は、ソニー・コンピュータエンタテインメント（後のソニー・インタラクティブエンタテインメント）より2015年8月に発売されたPlayStation 4用ホラーアドベンチャーゲーム。
2024年10月4日にPlayStation 5、5日にsteamでフルリメイク版が発売された。

## 概要
雪山の山荘に集った8人の男女が謎の殺人鬼に襲われる惨劇を描いたホラーアドベンチャーゲームで、いくらかのアクション要素（QTE）も存在する。「バタフライエフェクト」というシステムを導入しており、ゲームプレイヤーの選択や操作によって途中のシナリオが分岐し、各登場人物の生死やエンディングも変化する。
ヘイデン・パネッティーア、ラミ・マレックほか、映画やテレビドラマなどで活躍する実在の俳優がそれぞれの登場人物を演じ、表情などの映像をモーションキャプチャでゲームムービー化している。
日本版はCERO-Z（18歳以上）指定となっている上、人体欠損など特定の描写があるシーンでは画面全体が暗転処理され、観られなくなっている。10秒余り暗転（画面全体が真っ黒）の状態が続くシーンも複数あった。
スピンオフ作品である『Until Dawn: Rush of Blood』には、本作の登場人物や舞台をモチーフにしたステージが登場するが、ストーリー上のつながりはない。

## PS5,steam版との違い
2024年10月4、5日に発売された本作のリメイク版は、イギリス、サリー州、ウォキングのゲームスタジオであるBallistic Moonの製作の元、ゲームエンジンをデシマからUnreal Engine 5に変更してのフルリメイクとなっており、PS4版からグラフィックがかなり向上された。日本版タイトルは『Until Dawn』となり、副題の『惨劇の山荘』が無くなった。
オリジナル版の視点は固定カメラ（ラジコン型）であったが、本作では三人称視点が追加され、新たに俯瞰で周囲を見渡すことができるようになった。
また、上記の残虐表現については、血飛沫表現、欠損が映らない表現にとどめ、全編にわたり見直されている。（日本版では暗転されていた場面が、PS5、steam版では暗転されず、見直された表現になっている）

## あらすじ
事件の発端は、1年前にさかのぼる。10人の若者グループは休暇を楽しむため、冬の山荘に集う。しかし、そのうちの1人・ハンナが仲間たちから度の過ぎたイタズラを受け、そのショックで山荘を飛び出して行ったことから悲劇が始まる。身ひとつで雪山に消えたハンナを心配し、双子の姉妹ベスが後を追う。ベスはハンナを発見し合流するが、突如何者かに追われて2人とも崖から転落し、行方不明となってしまう。
ハンナとベスが消息を絶ってから1年後。彼女たちの兄・ジョッシュの呼びかけで、残る8人は再び山荘に集まることになる。だが、自分たち以外はいないはずの山荘に、何者かの気配が濃厚に漂いはじめる。続発する奇怪な現象、忍び寄る脅威。そして次々と惨劇が襲う。

## 登場人物

### 本編の主人公
サム
声：ヘイデン・パネッティーア / 日本版吹替：白石涼子
本名はサマンサ・ギディングス。真面目で正義感が強い。ハンナとは大親友。
自然をこよなく愛す冒険家で、ロッククライミングを得意としている。
ジョッシュ
声：ラミ・マレック / 阪口周平
本名はジョシュア・ワシントン。ハンナとベスの兄。2人を大切に想っていた。
姉妹の行方不明から1年後、仲間たちを再び山荘へ集めた。思慮深く、複雑な内面を持つ。
マイク
声：ブレット・ダルトン / 松風雅也
本名はマイケル・モンロー。ムードメーカーで行動力に富み、高校時代は学校の人気者だったが、やや無神経な部分もある。
恋仲だったエミリーと別れ、現在はジェスと付き合っている。だが今もエミリーと親しげにする場面もある。
ジェス
声：メガン・ジェット・マーティン / 植竹香菜
本名はジェシカ・ライリー。マイクの現在の恋人。元恋人のエミリーは、かつては親友同士だったが、今では犬猿の仲。
自信家で、どんなに悪く言われても平然としている。エミリーだけでなくマットのことも蔑み見下している。
エミリー
声：ニコール・ブルーム / 田中晶子
本名はエミリー・デービス。マイクの元恋人。高校時代の成績は学年トップ。気が強く弁舌で、おしゃれにうるさい。
マイクをジェスに奪われたと思っており、現在付き合っているマットのことはあまり好みではないと思っている。
なお、演じているニコール・ブルームは、後に芸名を本名に改名しており、フルリメイク版には「ニコール・サクラ」でクレジットされている。
マット
声：ジョーダン・フィッシャー / 鶴岡聡
本名はマシュー・テイラー。エミリーの現在の恋人。優しい性格でエミリーの尻に敷かれている。高校時代はアメリカンフットボール部に所属していた。
未だにエミリーとなれなれしい態度を取るマイクと仲が悪く、彼を妬んでいる。
クリス
声：ノア・フレイス / 小森創介
本名はクリストファー・ハートレー。ジョッシュの親友。機械と雑学に詳しく、ユーモア好き。
アシュリーのことが好きだが、奥手なため中々告白できずにいる。
アシュリー
声：ガラドリエル・スタインマン / 東條加那子
本名はアシュリー・ブラウン。若者グループの1人で、クリスとジョッシュとは仲が良い。素直な性格だが思い込みが激しい所もある。
クリスに好意は持っているが、現状は恋人未満の関係。

### その他
ハンナ・ワシントン
声：エラ・レンティーニ / 世戸さおり
ジョッシュの妹。内気な性格。
物語が始まる1年前に仲間と共に山荘へ訪れるが、イタズラにショックを受け雪山を飛び出しそのまま行方不明となる。
ベス・ワシントン
声：エラ・レンティーニ / 世戸さおり
ハンナの双子の姉妹。ドライな性格で、身内以外のメンバーとはそれほど親しい関係ではなく、ジョッシュやハンナに依存している。
双子の姉妹であるハンナを追いかけ、行方不明になった。
ジャック・フィドラー
声：ラリー・フェセンデン / 間宮康弘
目的も正体も一切が不明の謎の人物。神出鬼没。
なお、演じたフェセンデンは本作の脚本および製作指揮も担当している。
ドクター・ヒル
声：ピーター・ストーメア / 青山穣
エピソードが一区切りするインターミッションで突然現れ、精神鑑定のような問答をしてくる謎の人物。

## ゲームシステム
基本的に移動による探索がメインとなる。一部では選択肢が用意され、それらに対しどう答えるかでキャラクターの性格や他の人物との好感度が変動する。また、一部では時間制限つきの選択もあり、その場合はあえて時間切れにし「何もしない」という選択を取ることも出来る。
また、移動途中にはQTEとしてレバー・ボタンの操作に加えコントローラーを動かさないことを要求されることがある。
ゲーム中で特定のプレイヤーキャラクターが死亡してもゲームは続行する。また、クライマックスシーンまでは必ず生き残るキャラクターがおり、クライマックスシーンで全員が死亡してもゲームオーバーとはならずエンディングに入る。エンディングでは「全員生存」から「全員死亡」まで、各キャラクターの組み合わせを含めると256通りの結末が用意されている。
バタフライエフェクト
それぞれのキャラクターの起こした行動が時に「バタフライエフェクト」として取り上げられることがあり、それぞれの因果を確認することができる。キャラクター間の好感度に影響する物や、後に行うアクションの成否、さらにはキャラクターの生死に直接かかわるものもある。
収集物
フィールド内には様々な収集物があり、集めることで真実の一端を知ることができる。
トーテム
先住民が遺したトーテム。裏面を見ることによってこれから起こる出来事を予言の形で表す。蝶の色によって内容が変わるが、あくまで「予言」でありそれが本当に実現するかどうかはプレイヤーの選択によって変わる。また、集めることによってキーとなる「過去のできごと」について徐々に映像がアンロックされる。
- 黒 - 死：発見したキャラクターが死ぬ予言
- 茶 - 悲劇：発見したキャラクター以外の人物が死ぬ予言
- 赤 - 警告：キャラクター達に襲い掛かる危険に関する予言
- 黄 - 導き：今後の選択のヒントとなる予言
- 白 - 幸運：キャラクター達に降りかかる幸運に関する予言

双子
ハンナとベスに関する情報。
1952
舞台となるブラッグウッド山にて1952年に起こったある出来事に関する情報。
謎の男
ゲーム中度々登場する「謎の男」に関する情報。

## 評価
Game Watchの中村聖司は、本作についてホラーとしては濃密だったがシューティングゲームとしてはボリュームが薄くて物足りなかったという評価を下した。
タレントの伊集院光は自身のラジオ番組にて、「面白いゲームで、ホラーファンはスゲェそそられるゲームだと思う」と評価しつつ、「最悪なことが一個〈中略〉、単に真っ暗（全画面暗転した上、映像の代わりになる情報も与えられない）にされちゃったら分かんねぇよ」などと、日本版における規制手法を批判している。
週刊ファミ通のクロスレビューでは9、8、9、9の合計35点（40点満点）でプラチナ殿堂入りした。一方で伊集院と同様に、プレイヤーに不親切な規制手法が唯一残念な点だとしている。

## 実写映画
2025年8月1日に公開。監督はデヴィッド・F・サンドバーグ。主演はエラ・ルービン。映画レーティングはR18+指定。

### キャスト
クローバー
演 - エラ・ルービン
主人公。
マックス
演 - マイケル・チミノ (俳優)
クローバーの元カレ。
メラニー
演 - マイア・ミッチェル
1年前に失踪したクローバーの姉。
ドクター・ヒル
演 - ピーター・ストーメア